# Casa di Riposo per Musicisti

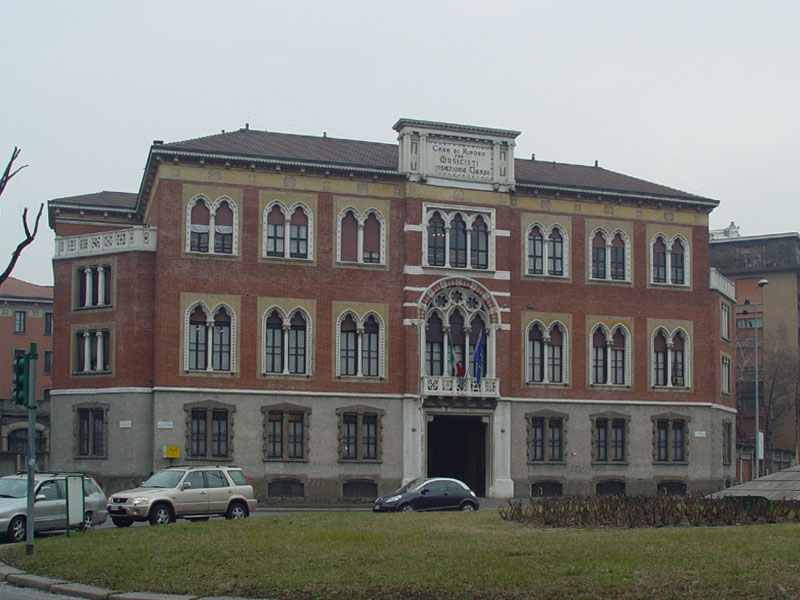
Casa di Riposo per Musicisti w Mediolanie

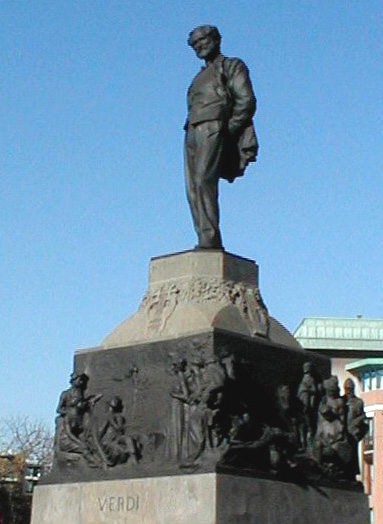
Statua G. Verdiego stojąca na placu przed Casa di Riposo

Casa di Riposo per Musicisti – mieszczący się przy Piazza Michelangelo Buonarroti w Mediolanie dom spokojnej starości dla muzyków, zwany także Casa Verdi (Dom Verdiego), wybudowany przez fundację Giuseppe Verdiego o tej samej nazwie w latach 1895-1899 w stylu neogotyckim. Budynek zaprojektował Camillo Boito, brat ostatniego librecisty Verdiego – Arriga Boita. Dom został otwarty 31 grudnia 1899 roku. 
Kompozytor na dom, przeznaczony (według jego własnych słów) „dla obywateli włoskich, którzy ukończyli 65 rok życia, uprawiali zawodowo muzykę i znajdują się w ubóstwie”, podarował 150 000 złotych lirów. Poza kompozytorami schronienie na starość mieli tutaj znaleźć muzycy orkiestrowi, śpiewacy oraz dyrygenci. Około dwóch trzecich liczby pensjonariuszy domu mieli stanowić mężczyźni. Sam Verdi mawiał o nim:

Dom jest w istocie moją najpiękniejszą operą.

Twierdził, że dom dla „starych artystów” jest mu najdroższy spośród wszystkich jego dzieł. 
Tam też kompozytor spoczął, pochowany w kaplicy wraz ze swoją żoną Giuseppiną Strepponi. Ich ciała przeniesiono do niej z cmentarza (na którym Verdi został pogrzebany 30 stycznia 1901 roku) w uroczystym kondukcie żałobnym w dniu 26 lutego 1901 roku. Podczas tych uroczystości, w których udział wzięli członkowie włoskiej rodziny królewskiej oraz posłowie Włoch, Francji, Niemiec i Austrii, Arturo Toscanini poprowadził Va, pensiero z opery Nabucco, wykonane przez wielki 900 osobowy chór; był to hołd zarówno dla kompozytora, jak i dla jego pieśni, która stając się nieformalnym hymnem Włoch, przyczyniła się do zjednoczenia państwa.
Przed Casa di Riposo per Musicisti, na pl. Michała Anioła Buonarottiego, znajduje się pomnik Giuseppe Verdiego, którego autorem jest Enrico Butti.